# Температурные функции Грина
Температурные функции Грина являются некоторой модификацией функций Грина для квантовомеханических систем с температурой отличной от нуля. Они удобны для вычисления термодинамических свойств системы, а также содержат информацию о спектре квазичастиц и о слабонеравновесных кинетических явлениях.
В системах со взаимодействием может быть построена соответствующая диаграммная техника для температурных функций Грина. Эта техника широко используется для изучения фазовых переходов (сверхпроводимость, сверхтекучесть, точка Кюри) в различных системах. Исследование подобных систем является нетривиальной задачей. Для описания самого механизма перехода и состояния ниже точки перехода модель невзаимодействующих частиц непригодна. Здесь решающую роль играет межчастичное взаимодействие. Учёт подобного взаимодействия значительно усложняет используемый математический аппарат. Аппарат температурных функций Грина можно развивать в двух эквивалентных формулировках: с помощью квантовомеханических операторов либо в методе функциональных интегралов. Одним из плюсов последнего метода является отсутствие проблем некоммутативности операторов поля и разного рода упорядочиваний.

## Операторный подход

### Определение температурных функций Грина
Введём мацубаровские {\displaystyle {\hat {\Psi }}} — операторы в «гейзенберговском представлении» соотношениями:
В более общем случае эти операторы могут иметь спиновые индексы. В этих формулах {\displaystyle \tau } — вещественная переменная {\displaystyle \tau \in (0,1/T)}, поэтому операторы {\displaystyle {\hat {\Psi }}(\tau ,\mathbf {r} )} и {\displaystyle {\hat {\Psi }}^{\dagger }(\tau ,\mathbf {r} )} не являются эрмитово-сопряженными, {\displaystyle \mu } — химический потенциал системы, {\displaystyle {\hat {H}}} — гамильтониан системы, {\displaystyle {\hat {N}}=\int d\mathbf {r} {\hat {\psi }}^{+}(\mathbf {r} ){\hat {\psi }}(\mathbf {r} )} — оператор числа частиц. Операторы {\displaystyle {\hat {\psi }}(\mathbf {r} )} и {\displaystyle {\hat {\psi }}^{+}(\mathbf {r} )} эрмитово-сопряженный операторы поля в шрёденгеровском представлении. Видно, что «гейзенберговское представление» мацубаровских операторов отличается от настоящего гейзенберговского представления заменой в последнем {\displaystyle t\rightarrow -i\tau }, то есть формально это можно понимать как переход ко мнимому времени. Температурная функция Грина определяется следующим образом:
где символ {\displaystyle T_{\tau }} означает «{\displaystyle \tau } — хронологизацию» — расположение операторов слева на право в порядке убывания {\displaystyle \tau }. В случае ферми-частиц перестановка между собой операторов приводит к изменению общего знака. С помощью этой функции можно вычислить число частиц как функцию химического потенциала, или химический потенциал, как функцию концентрации и температуры:
{\displaystyle N=\pm \int d\mathbf {r} G(\tau ,\mathbf {r} ;\tau +0,\mathbf {r} ).}

### Случай свободных частиц
Гамильтониан свободной системы, выраженный через шрёдингеровские операторы поля, имеет вид: 
 в представлении вторичного квантования он же запишется следующим образом:
 что следует из определения {\displaystyle {\hat {\psi }}}-операторов:
Температурная функция Грина свободных частиц в импульсно-«временном» представлении :
здесь {\displaystyle \xi _{0}(\mathbf {p} )=\varepsilon _{0}(\mathbf {p} )-\mu ,\quad \beta =1/T.}

### Взаимодействующие частицы
Предположим, что на систему частиц не действуют внешние поля, а межчастичные взаимодействия носят парный характер. Гамильтониан системы представим в виде: {\displaystyle {\hat {H}}={\hat {H}}_{0}+{\hat {H}}_{int}.} Введём мацубаровские операторы в представлении взаимодействия соотношениями:
Возмущённая часть гамильтониана выраженный через {\displaystyle {\hat {\Phi }}} — операторы имеет вид:
Через эти же операторы можно определить температурную функцию Грина:
Такая запись позволяет разложить экспоненту с возмущением и вычислять температурную функцию Грина в виде ряды, а каждый член ряда изображать графически в виде диаграммы.
|   | Элементы Диаграммы | Элементы Диаграммы | Аналитическое выражение |
|   | название | изображение | Аналитическое выражение |
| - | --- | --- | --- |
| 1 | Сплошная линия | gren1 | {\displaystyle G_{0}(\mathbf {r} _{1}-\mathbf {r} _{2},\tau _{1}-\tau _{2})}                                                                                                  |
| 2 | Сплошная линия | gren2 | {\displaystyle G_{0}(\mathbf {r} _{2}-\mathbf {r} _{1},\tau _{2}-\tau _{1})}                                                                                                  |
| 3 | Волнистая линия | gren3 | {\displaystyle {\mathfrak {U}}(x_{1}-x_{2})=U(\mathbf {r} _{1}-\mathbf {r} _{2})\delta (\tau _{1}-\tau _{2})}                                                                 |
| 4 | Изобразить все связные топологически неэквивалентные диаграммы с 2n вершинами и двумя внешними концами, причем в каждой вершине сходится две сплошные и одна волнистая линия. | Изобразить все связные топологически неэквивалентные диаграммы с 2n вершинами и двумя внешними концами, причем в каждой вершине сходится две сплошные и одна волнистая линия. | Изобразить все связные топологически неэквивалентные диаграммы с 2n вершинами и двумя внешними концами, причем в каждой вершине сходится две сплошные и одна волнистая линия. |
| 5 | Производится интегрирование по координатам ({\displaystyle d^{4}z=d\mathbf {r} d\tau }) каждой вершины.                                                                       | Производится интегрирование по координатам ({\displaystyle d^{4}z=d\mathbf {r} d\tau }) каждой вершины.                                                                       | Производится интегрирование по координатам ({\displaystyle d^{4}z=d\mathbf {r} d\tau }) каждой вершины.                                                                       |
| 6 | Полученное выражение умножается на {\displaystyle (-1)^{n+F}}, n-порядок диаграммы, F-число замкнутых фермионных петель в ней.                                                | Полученное выражение умножается на {\displaystyle (-1)^{n+F}}, n-порядок диаграммы, F-число замкнутых фермионных петель в ней.                                                | Полученное выражение умножается на {\displaystyle (-1)^{n+F}}, n-порядок диаграммы, F-число замкнутых фермионных петель в ней.                                                |

Пользуясь этими правилами изобразим поправку первого порядка по возмущению к температурной функции Грина взаимодействующих частиц. Для этого нужно ограничиться линейным членом в разложение экспоненты. Тогда, привлекая во внимание теорему Вика, нарисуем все связные (любые две точки на диаграмме можно соединить линией) диаграммы первого порядка:
Соответствующее аналитическое выражение, например, для диаграммы 2 запишется следующим образом:
Для расчётов координатное представление оказывается неудобным, поэтому всю диаграммную технику проще сформулировать в импульсно-частотном представлении, пользуясь обычными правилами фурье-анализа. В таком представлении аналитическое выражение рассматриваемой диаграммы примет вид:
где функция Грина свободной системы имеет вид:
|   | Элементы Диаграммы | Элементы Диаграммы | Аналитическое выражение |
|   | название | изображение | Аналитическое выражение |
| - | --- | --- | --- |
| 1 | Сплошная линия | grenp | {\displaystyle G_{0}(\mathbf {p} ,\omega _{n})} |
| 3 | Волнистая линия | poten | {\displaystyle {\mathfrak {U}}(\mathbf {p} ,\omega _{n})=U(\mathbf {p} )} |
| 4 | Сопоставить линиям диаграммы внешние импульсы и частоты. Импульсы и частоты внутренних линий в каждой вершине должны удовлетворять законам сохранения {\displaystyle \sum \mathbf {p} =0,\sum \omega =0} | Сопоставить линиям диаграммы внешние импульсы и частоты. Импульсы и частоты внутренних линий в каждой вершине должны удовлетворять законам сохранения {\displaystyle \sum \mathbf {p} =0,\sum \omega =0} | Сопоставить линиям диаграммы внешние импульсы и частоты. Импульсы и частоты внутренних линий в каждой вершине должны удовлетворять законам сохранения {\displaystyle \sum \mathbf {p} =0,\sum \omega =0} |
| 5 | По всем независимым импульсам производится интегрирование, по частотам — суммирование. | По всем независимым импульсам производится интегрирование, по частотам — суммирование. | По всем независимым импульсам производится интегрирование, по частотам — суммирование. |
| 6 | Полученное выражение умножается на {\displaystyle (-1)^{k}{\frac {T^{k}}{(2\pi )^{3k}}}(2s+1)^{F}(\mp )^{F}}, k-порядок диаграммы, F-число замкнутых петель в диаграмме, s — спин частицы.               | Полученное выражение умножается на {\displaystyle (-1)^{k}{\frac {T^{k}}{(2\pi )^{3k}}}(2s+1)^{F}(\mp )^{F}}, k-порядок диаграммы, F-число замкнутых петель в диаграмме, s — спин частицы.               | Полученное выражение умножается на {\displaystyle (-1)^{k}{\frac {T^{k}}{(2\pi )^{3k}}}(2s+1)^{F}(\mp )^{F}}, k-порядок диаграммы, F-число замкнутых петель в диаграмме, s — спин частицы.               |

В простейшем случае (Л.Ландау) потенциал можно взять в виде {\displaystyle U(\mathbf {r} _{1}-\mathbf {r} _{2})\sim \delta (\mathbf {r} _{1}-\mathbf {r} _{2}),,} что соответствует нулевому радиусу взаимодействия. Графически это соответствует стягиванию двух точек, которые соединены волнистой линией в одну.

## Метод функционального интегрирования
При переходе от классической статистической механики к квантовой, интегрирование по канонически сопряженным переменным
{\displaystyle p,q} заменяется на след, то есть на сумму по состояниям. Таким образом, статистическая сумма квантовой системы с оператором Гамильтона {\displaystyle {\hat {H}}} определяется как
Видно, что член под знаком суммы похож на матричный элемент оператора эволюции с точностью до замены {\displaystyle t\rightarrow -i\beta }. Этот матричный элемент дается формулой Фейнмана-Каца:
Обратим внимание на то, что в функциональном интеграле величины {\displaystyle p,q,H(p,q)} являются классическими функциями, и при дальнейших вычислениях не возникает проблемы с коммутационными соотношениями. Сделаем в этой формуле поворот Вика и отождествим {\displaystyle q\sim \psi (x,\tau ),p\sim i\psi ^{+}(x,\tau )}, тогда выражений для статистической суммы преобразится к виду:
где {\displaystyle S_{\beta }} действие температурной теории, интегрирование ведётся по полям с соответствующими граничными условиями (B.C.) В случае идеального газа
Парное взаимодействие можно учесть в виде члена типа плотность-плотность
Как было сказано выше объекты {\displaystyle \psi (x,\tau ),\psi ^{+}(x,\tau )} не являются полевыми операторами. В случае фермионов они являются грассмановыми функциями, что является наследием антисимметричности фермионных волновых функций.

### Определение температурной функции Грина
Определим функцию Грина как среднее от произведения нескольких полей с весом {\displaystyle \exp(-S_{\beta })}. Так парная корреляционная функция даётся выражением
Для корректного определения этого объекта, как можно показать, нужно доопределение {\displaystyle G(x,x',\tau =\tau ')=G(x,x',\tau =\tau '+0).}

### Случай свободных частиц
Вычислим функцию Грина для невзаимодействующих частиц. Как известно, для этого нужно найти ядро оператора {\displaystyle \left(-\partial _{\tau }+{\hat {H}}_{1}\right)^{-1}} c учётом граничных условий, то есть решить уравнение
Уравнение элементарно решается в {\displaystyle p-\tau } представлении
Как видно, эта функция Грина совпадает с функцией Грина полученной с помощью мацубаровских операторов. Доопределение этой функции при совпадающих «временах» означает, что тета-функция в нуле равна нулю.

### Взаимодействующие частицы
Рассмотрим, например, бозоны с межчастичным взаимодействием типа {\displaystyle U(x-x')=\lambda \delta (x-x'),\lambda >0.}
Для вычисления по теории возмущений разложим экспоненту со взаимодействием в ряд по параметру {\displaystyle \lambda } и для простоты ограничимся первым порядком
Построим соответствующую диаграммную технику
|   | Элементы Диаграммы | Элементы Диаграммы | Аналитическое выражение |
|   | название | изображение | Аналитическое выражение |
| - | --- | --- | --- |
| 1 | Крест | field+ | {\displaystyle \psi ^{+}(x,\tau )} |
| 2 | Точка | field- | {\displaystyle \psi (x,\tau )} |
| 3 | Пропагатор | field± | {\displaystyle {\langle \psi ^{+}(x,\tau )\psi (x',\tau ')\rangle }_{0}=G_{+,0}(x,x',\tau ,\tau ')}                                                              |
| 4 | Пропагатор | field-+ | {\displaystyle {\langle \psi (x',\tau ')\psi ^{+}(x,\tau )\rangle }_{0}=G_{0,+}(x',x,\tau ',\tau )}                                                              |
| 3 | Вершина | field++-- | {\displaystyle \left(\psi ^{+}(x,\tau )\psi (x,\tau )\right)^{2}}                                                                                                |
| 5 | Домножить каждую вершину на {\displaystyle (-\lambda /2)^{n}r/n!}, где n-порядок диаграммы, r-симметрийный коэффициент-число топологически эквивалентных графов. | Домножить каждую вершину на {\displaystyle (-\lambda /2)^{n}r/n!}, где n-порядок диаграммы, r-симметрийный коэффициент-число топологически эквивалентных графов. | Домножить каждую вершину на {\displaystyle (-\lambda /2)^{n}r/n!}, где n-порядок диаграммы, r-симметрийный коэффициент-число топологически эквивалентных графов. |
| 5 | По всем координатам вершин производится интегрирование. | По всем координатам вершин производится интегрирование. | По всем координатам вершин производится интегрирование. |

Изобразим в первом порядке все связные графы
.
Существует только одна диаграмма, для неё {\displaystyle r=4}. Соответствующее аналитическое выражение для поправки
это выражение в точности совпадает с полученным ранее в операторном методе. Для рассматриваемого потенциала две диаграммы 1 и 2 становятся эквивалентными, поэтому для получения однопетлевого вклада, нужно выражение для одной из диаграмм умножить на 2. Конечно и в этом случае разумно перейти в импульсное представление. Правила построения диаграмм в импульсном представлении здесь такие же, как и ранее.